# Alina Dobrin
Alina Nicoleta Dobrin (fostă Păcuraru, născută 1 august 1976, în București) este o handbalistă din România care a jucat anterior pentru Rapid USL Metrou București pe postul de extremă stânga. În prezent, ea antrenează echipa, după demisia fostului antrenor principal Vasile Mărgulescu.
În trecut, Dobrin a fost o componentă de bază a echipei naționale a României, pentru care a înscris 418 goluri în 154 de meciuri jucate. Handbalista a jucat pentru România la 5 campionate mondiale (1995, 1997, 1999, 2001 și 2003), două campionate europene (1998 și 2002) și la Jocurile Olimpice de vară din 2000.
Pentru echipa națională de tineret a României ea a jucat în 51 de meciuri, în care a înscris 122 de goluri. Este deținătoarea medaliei de aur la Campionatul Mondial pentru Junioare din 1995.
În sezonul 1999/2000, Dobrin a câștigat City Cup EHF cu echipa Rapid București. Tot alături de Rapid și avându-le colege pe Aurelia Brădeanu și Cristina Vărzaru, ea a obținut titlul în campionatul intern în sezonul 2002/03.
Cu Alina Dobrin în componență, echipa Rapid USL Metrou București a revenit, începând cu sezonul competițional 2017-2018, în Liga Națională.

## Palmares
Echipa națională
- Campionatul Mondial pentru Junioare:
  -  Medalie de aur: 1995

Club
- City Cup EHF:
  -  Câștigătoare: 2000
- Liga Națională:
  - Câștigătoare: 2003

## Viața personală
Dobrin a divorțat de soțul său, Robert Păcuraru, la începutul anului 2013. În timpul divorțului, Păcuraru a depus la dosar un dialog înregistrat cu Alina Dobrin în care aceasta își recunoaște homosexualitatea. Handbalista a fost victimă a unui uriaș scandal mediatic datorat homofobiei din presa și din societatea românească.